# حسن إبراهيم الأفندي
'حسن إبراهيم حسن الأفندي من مواليد مدينة أرقو بشمال السودان في 1943/12/2م، شاعر سوداني.

## إنتاجه الأدبي
بدأ إنتاجه منذ منتصف الخمسينيات ولـه شعـر كثير (ديوان البوادرـ عشرة أجزاء بالإضافة إلى ديوانه الصفا والوفا في مديح الحبيب المصطفى) وعدة كتب ذات طابع أنثروبولوجى (ليالى الاغتراب بالتراي ستار ـ ثلاثة أجزاء) كما له كتاب الرثاء في الشعر العربي قديمه وحديثه، وله كتاب أحوال وأقوال وكتاب مختاراتي من العربية والإنجليزية.

## وصلات خارجية
- ديوان حسن إبراهيم الأفندي في بوابة الشعراء